# Léviták
A zsidó hagyományban a léviták (héberül: לוי, לֵוִי) a tizenkét zsidó törzs egyike, Lévinek, Jákob fiának utódai. A léviták a többi törzzsel ellentétben nem kaptak saját területet Kánaán elfoglalása után. Speciális vallási és politikai feladataik voltak, amik elsősorban a kohaniták mellett – „segédpapok”ként  – a Második Templom idején végzett szakrális tevékenységekre terjedtek ki. Ezért cserébe tizedet (az ún. maaszert) kaptak a többi törzstől. A második templom pusztulásával és a rabbinikus judaizmus kialakulása eljelentéktelenítette őket, bár leszármazásukat a judaizmus máig számon tartja. Legfőbb szerepük zsidó istentiszteleteken a kohaniták kezeinek megmosása a papi áldás előtt, és egyes rítusok másképp vonatkoznak rájuk.
Szolgálatuk a törvény szerint 30 éves kortól 50-ig terjedt (4Móz 4,3), de a könnyebb szolgálatokat a 4Móz 8,24 szerint 25 éves kortól is végezhették, Dávid pedig már 20 éves koruktól alkalmazta őket. Ezek az évek egyúttal a hadkötelezettség évei is voltak, amely alól azonban a léviták, papi szolgálatuk miatt, mentesültek.
A lévita státusz a judaizmusban apai ágon öröklődik, felvenni vagy letenni egyáltalán nem lehet. Betérő nem lehet lévita. Zsidó temetőkben gyakori, hogy a léviták sírját kancsó vagy pohár is jelzi, a második templom idején betöltött feladatukra utalva. A Lévi, Loew, Lővey, Leon és hasonló nevek zsidó származású személyek esetén általában a lévita származásra utalnak.
A lévita státusz betérők általi elnyerésére azonban létezhetett egy történelmi kivétel. A Kazár Birodalom államvallása az izraelita vallás volt, amelyet a 8. században vehettek fel. A lévita státusz apai ágon öröklődik. Az askenázikra és a szefárdokra is kiterjedő Y-kromoszóma-vizsgálatok egy érdekes tényt tártak fel az 1990-es években – a táblázat 1998-ban a Nature-ben jelent meg. Az askenázi nem kohanita léviták 30%-a rendelkezik egy olyan genetikai markerrel, amely sem az askenázi kohaniták, sem az askenázi nemléviták, sem az akármilyen szefárdok között nem fordul elő. Ez esetleg a kazárok áttérésére utalhat, ahol a régi pogány kazár papság, a kvamok, lévita státuszt nyerhettek. A későbbi Y-kromoszóma-vizsgálatok kimutatták, hogy ez a markerrel nem lehetett kazár eredetű, hanem a Közel-Keletről származik és a családfa DNS-sel végzett későbbi tesztelés ezt a leszármazást romaniota zsidók Görögországból, olaszországi szefárd zsidók és szíriai zsidók között találta meg.
Becslések szerint a mai zsidó populáció 10-12%-a lévita.

## Léviták Izraelben
Izrael államban az anyakönyvezést végző ortodox rabbitanács is nyilvántartja a lévita státuszt, amit a hazatérési törvény útján bevándorló, lévita származást állító, vagy arra utaló családnevű zsidóknak igazolniuk is kell. Ebből rendszeresen kisebb-nagyobb belvillongások származnak.